# Вавилова, Елена Станиславовна
Елена Станиславовна Вавилова (род. 16 ноября 1962, Томск) — российская разведчица-нелегал, полковник Службы внешней разведки в отставке с 2010 года. Работает в ПАО «Норильский никель».

## Биография
Родилась 16 ноября 1962 года в Томске. Отец — Вавилов Станислав Платонович, физик, кандидат технических наук, краевед, мать — Вавилова Светлана Константиновна. С 1970 по 1980 годы обучалась в школе № 6 с углублённым изучением немецкого языка (в настоящее время Гимназия № 6). В 1985 году окончила Томский государственный университет по специальности «история».
Под именем Трэйси Ли Энн Фоли (англ. Tracey Lee Ann Foley) вместе со своим супругом Андреем Безруковым (под именем англ. Donald Howard Heathfield) более 20 лет входила в российскую сеть разведчиков-нелегалов, работавших в зарубежных странах. Согласно своей легенде, Фоли родилась в Монреале в 1962 году. С 1999 года проживала вместе с мужем Андреем Безруковым и двумя сыновьями в пригороде Бостона, Кембридже, штат Массачусетс. Под именем Трэйси Ли Энн Фоли работала агентом по недвижимости по контракту с брокерской фирмой «Redfin». Окончила университет Макгилла, проживала во Франции, организовывала туда индивидуальные винные туры
27 июня 2010 года была арестована в Бостоне в результате предательства одного из кураторов резидентской сети, Александра Потеева. Признана виновной в заговоре с целью осуществления деятельности в качестве незарегистрированного агента иностранного государства. В числе 10 коллег была возвращена в Россию в рамках двустороннего международного обмена заключёнными шпионами между Россией и США.
В мае 2016 года вместе с супругом Андреем Безруковым приезжала в Томск, где посетила Томскую торгово-промышленную палату и провела лекцию об обучении за рубежом в Томском университете.
В июле 2017 года дала своё первое интервью региональному телеканалу «Томское время» в рамках проекта «Лично знаком» с Иритой Мининой.
История семьи Фоли легла в основу телесериала «Американцы».
В 2019 году вышло сразу несколько документальных фильмов о Елене Вавиловой и её муже: на телеканале «Звезда» — в цикле передач «Код доступа» и на общероссийском телеканале НТВ в программе «Новые русские сенсации» в двух частях (часть 1 и часть 2). Елена Вавилова и Андрей Безруков стали гостями популярной передачи «Картина мира с Михаилом Ковальчуком» на телеканале Культура.
В мае 2019 года в издательстве Эксмо вышла книга Елены Вавиловой в соавторстве с Андреем Бронниковым «Женщина, которая умеет хранить тайны». Презентация книги состоялась в пресс-центре ТАСС. Вавилова упомянула, что роман во многом автобиографичен: «это художественный роман. Но писала я его с ощущениями, которыми жила в течение долгих лет сама, которые я прочувствовала. Многие детали, которые там описаны, они были на самом деле». Из описания книги следует, что это первый роман в серии «Женщина-разведчик. Моя жизнь под прикрытием».

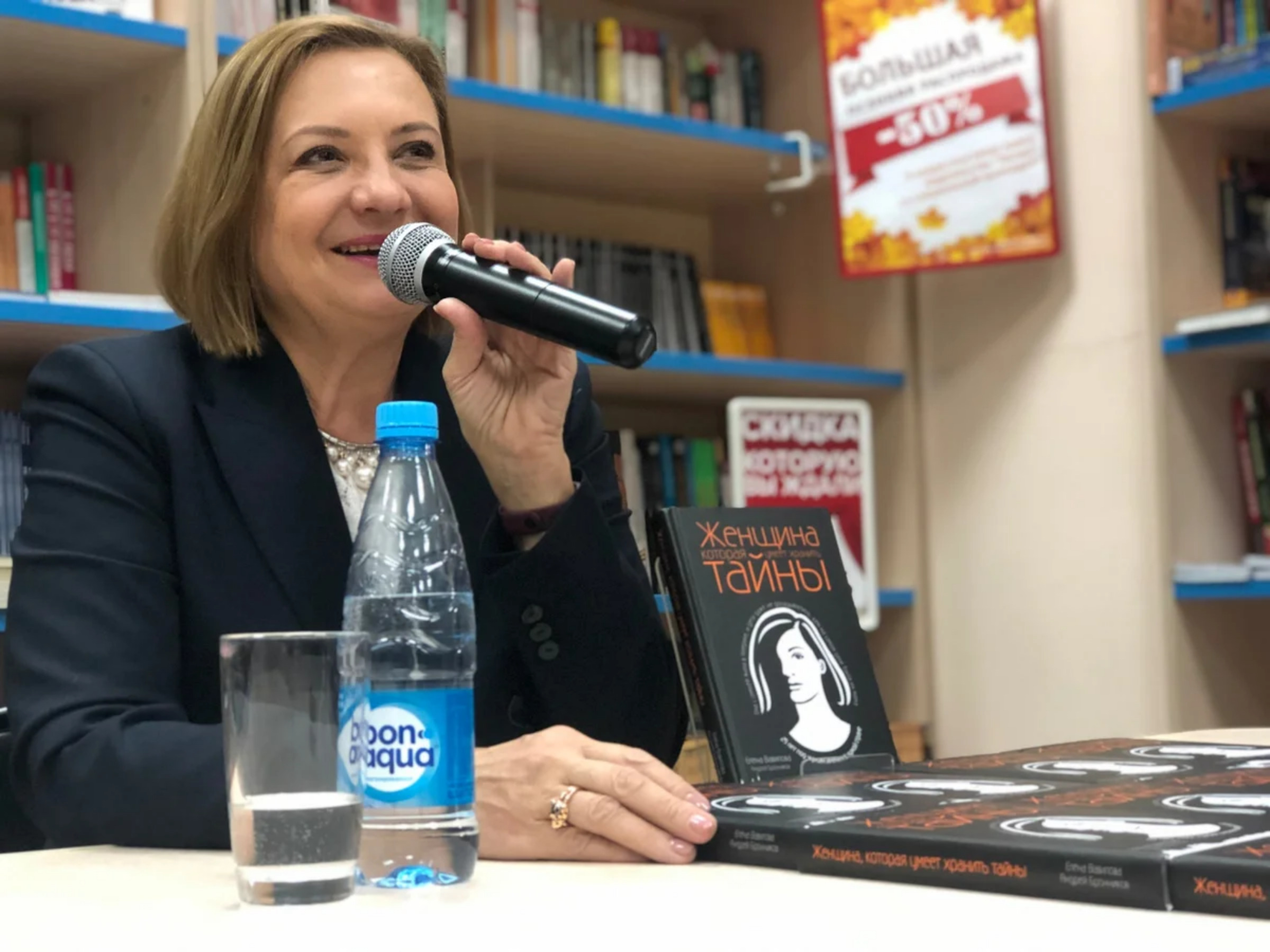
Елена Вавилова в Уфе, 2020 год

После выхода романа в свет Елена Вавилова посетила несколько российских городов (Екатеринбург, Томск, Уфа) с презентацией книги и провела встречи с читателями. В январе 2020 года состоялась встреча с автором в столичном книжном магазине Библио-Глобус. Книгой также заинтересовались зарубежные журналисты. Интервью с Еленой Вавиловой по случаю выхода её романа опубликовала английская газета The Guardian.

## Книги
- Женщина, которая умеет хранить тайны. М.: Эксмо-Пресс, 2020. ISBN 978-5-04-105152-5; 978-5-04-100938-0 (в соавторстве с А.Э. Бронниковым).
- Зашифрованное сердце. М.: Эксмо, 2021. ISBN 978-5-04-106578-2.
- Вавилова Е. В., Безруков А. О. Нетворкинг для разведчиков: как извлечь пользу из любого знакомства. — М.: Эксмо, 2021. — 256 с. — ISBN 978-5-04-118257-1.

## Личная жизнь
- Супруг — Андрей Олегович Безруков — российский разведчик-нелегал, полковник Службы внешней разведки в отставке (с 2010 года). В настоящее время — советник президента ПАО НК «Роснефть», по совместительству — профессор кафедры прикладного анализа международных проблем МГИМО[24], ведущий политолог[25], эксперт дискуссионного клуба «Валдай»[26], член Президиума Совета по внешней и оборонной политике[27], член Попечительского совета ДОСААФ РФ[28].
- Дети — Тим (англ. Timothy) (1990 г. р.) и Алекс (англ. Alex) (1994 г. р.)[29]. Они получили российские паспорта, однако предпринимали попытки вернуть себе канадское гражданство[30]. 19 декабря 2019 года Верховный суд в Оттаве подтвердил их канадское гражданство[англ.][31].

## Награды
- Орден «За заслуги перед Отечеством» IV степени (2010) — награждена президентом РФ Дмитрием Медведевым
- Орден «За военные заслуги»
- Медаль ордена «За заслуги перед Отечеством» II степени
- Медаль СВР России «За отличие»
- Медаль СВР России «За отличие в военной службе» III степени
- Медаль «Ветеран службы»
- другие памятные знаки